# Les Arbitres du cosmos
Les Arbitres du cosmos (Errand of Mercy) est le vingt-sixième épisode de la première saison de la série télévisée Star Trek. Vingt-septième épisode à avoir été produit, il fut diffusé pour la première fois le 23 mars 1967 sur la chaîne NBC.
L'épisode voit la première mention de l'Empire Klingon et des membres de cette espèce extraterrestre.
Alors que la guerre contre les Klingons fait rage, le capitaine Kirk et Spock tentent de faire réagir la population de la planète Organia. Les Organiens semblent tous incroyablement placides et refusent l'aide de la Fédération.

## Distribution

### Acteurs principaux
- William Shatner : James Tiberius Kirk (VF : Yvon Thiboutot)
- Leonard Nimoy : Spock (VF : Régis Dubost)
- George Takei : Sulu
- Nichelle Nichols : Uhura

### Acteurs secondaires
- John Colicos : commandant Kor
- John Abbott : Ayelborne
- David Hillary Hughes : Trefayne
- Peter Brocco : Claymare
- Victor Lundin : lieutenant
- George Sawaya : deuxième Soldat
- Walt Davis : soldat Klingon
- Bobby Bass : garde Klingon
- Eddie Paskey : lieutenant Leslie
- Gary Combs : garde Klingon

## Résumé
Les relations entre la Fédération et l'Empire Klingon ont été rompues et les deux coalitions sont en guerre. L'Enterprise est envoyée en mission diplomatique auprès de la planète Organia, un monde neutre près de la frontière klingonne afin de demander à ses dirigeants d'évacuer la population. Après avoir abattu un vaisseau klingon, le capitaine Kirk et Spock se téléportent sur la planète qui s'avère être assez primitive. Alors qu'ils discutent avec le conseil des Organiens, ceux-ci leur expliquent qu'ils recherchent la paix avant tout et que la flotte klingonne ne leur fait pas peur.
À la suite d'une escarmouche avec un vaisseau klingon, suivant les ordres de Kirk, l'Enterprise fait demi-tour, laissant Kirk et Spock sur la planète où les Klingons, dirigés par le commandant Kor, s'emparent du pouvoir. Spock se fait passer pour un marchand tandis que le capitaine Kirk dit être un natif d'Organia. Toutefois leur attitude, moins pacifiste que celle des habitants, attire l'attention de Kor. Spock réussit néanmoins à tromper le détecteur de mensonge grâce à ses pouvoirs psychiques.
Kirk et Spock tentent de forcer les Organiens à se rebeller mais ceux-ci restent parfaitement stoïques et disent ne pas souhaiter la guerre. Kirk fait exploser un stock de munitions des Klingons, espérant que cela les entraînera à se rebeller. Mais cela pousse le chef des Organiens, Ayelborne, à révéler leur vraie identité auprès de Kor. Celui-ci est impressionné de savoir Kirk, un capitaine connu, soit l'homme qu'il a face à lui. Alors que Spock et Kirk sont emprisonnés, la porte de leur prison s'ouvre toute seule et Ayelborne vient les chercher.
Constatant la trahison, Kor fait exécuter deux cents Organiens, ce qui ne semble n'avoir aucun effet sur le conseil. Kirk et Spock s'infiltrent dans les quartiers de Kor au moment où, dans l'espace, les deux flottes sont prêtes à s'affronter. Les Organiens font irruption dans la pièce et révèlent leur vraie nature : ils ne sont pas des humains primitifs mais des êtres hautement avancés et incorporels. La ville et les bâtiments publics n'étaient que des décors destinés à donner le change. Les Organiens bloquent les deux flottes en leur retirant leurs sources énergétiques, ce qui force les deux coalitions à signer un cessez-le-feu. Ils prédisent que la Fédération et les Klingons seront alliés dans le futur avant, dans un très lointain futur, de disparaître et devenir, comme eux, de purs esprits.

## Autour de l'épisode
- Cet épisode marque la première apparition de l'espèce des Klingons. La mention finale d'Ayelborne sur une paix durable entre la Fédération et les Klingons s'avérera vraie dans l'univers étendu de la série.
- John Colicos rejouera par la suite le rôle du commandant Kor dans la série dérivée Star Trek: Deep Space Nine et des allusions à cet épisode y sont faites.
- Les personnages de Montgomery Scott et Leonard McCoy n'apparaissent pas dans cet épisode.
- L'espèce de Spock est à la fois nommée comme étant les "Vulcaniens" ou les "Vulcains." Elle prendra définitivement cette dernière forme dans les épisodes suivants.
- Les Organiens reviendront dans l'épisode de la série dérivée Star Trek: Enterprise dans l'épisode L'expérience témoin.

## Production

### Écriture
L'épisode fut écrit par le producteur Gene L. Coon à partir de la mi-décembre 1966 pour trouver sa forme finale le 6 janvier 1967. Le titre anglais "The Errand of Mercy" ("la course à la miséricorde") lui était venu d'un passage du livre de Charles Dickens intitulé Nicholas Nickleby. À l'origine, les Klingons devaient avoir un visage oriental, car s'inspirant des Huns, tandis que les Organiens sont inspirés par l'Angleterre du Moyen Âge. Le personnage du commandant Kor est inspiré de Gengis Khan, ce qui se retrouve notamment dans son maquillage.

### Casting
L'acteur John Colicos fut le choix immédiat du réalisateur John Newland pour jouer le personnage de Kor. Celui-ci apprit son rôle dans l'avion entre Los Angeles et Toronto. Il était prévu que le personnage du commandant Kor réapparaisse dans certains épisodes des saisons suivantes, mais l'acteur était à chaque fois indisponible lors du tournage de ceux-ci.

### Tournage
Le tournage eut lieu du 26 janvier au 2 février 1967 au studio de la compagnie Desilu Productions sur Gower Street à Hollywood sous la direction de John Newland.
Certains décors de la série furent réutilisés dans cet épisode, comme la cour du village qui est celle du château de l'épisode The Cage.

### Post Production
Le plan de tir de laser de l'Enterprise qui détruit un vaisseau au début de l'épisode fut effectué à partir de maquettes en post-production. Il fut réutilisé de nombreuses fois par la suite dans la série.

## Diffusions

### Diffusion aux États-Unis
L'épisode fut retransmis à la télévision pour la première fois le 23 mars 1967 sur la chaîne NBC en tant que vingt-sixième épisode de la première saison.
Par la suite, il fut décidé de réutiliser les Klingons comme ennemis récurrents de la série, l'assistante de Gene Roddenberry, Dorothy Fontana, estimant que les personnages étaient moins difficiles à maquiller que les Romuliens.

### Diffusion au Royaume Uni et au Québec
L'épisode fut diffusé au Royaume Uni le 13 décembre 1969 sur BBC One.
En version francophone, l'épisode fut diffusé au Québec en 1971. 

### Diffusion en France
En France, l'épisode est diffusé le dimanche 6 mars 1983 sur TF1. Il fait partie des treize épisodes à avoir été diffusés à cette période.

## Réception critique
Dans un classement pour le site Hollywood.com Christian Blauvelt place cet épisode à la 25e position sur les 79 épisodes de la série originelle. Pour le siteThe A.V. Club Zack Handlen donne à l'épisode la note de B+ trouvant l'épisode "amusant" mais notant "un grand nombre d'erreurs de logique" dans le scénario.
La phrase "Pure Energy" utilisée par Spock dans cet épisode sera samplé en 1988 par le groupe Information Society dans leur morceau "What's On Your Mind"

## Adaptations littéraires
L'épisode fut novélisé sous forme d'une nouvelle écrite par l'auteur James Blish dans le livre Star Trek 2, un recueil compilant différentes histoires de la série sorti en février 1968 aux éditions Bantam Books. En France, cette novélisation fut publiée en 1991 aux éditions Claude Lefrancq Editeur sous le nom de "Une mission secourable" dans le livre "Star Trek : Le duel" et traduite par Paul Couturiau.
Against Their Nature, un comic publié en avril 2007 chez IDW Comics, raconte les événements de cet épisode du point de vue des Klingons.

## Éditions commerciales
Aux États-Unis, l'épisode est disponible sous différents formats. En 1985, l'épisode est sorti en VHS et Betamax. L'épisode sortit en version remastérisée sous format DVD en 1999 et 200. L'épisode connue une version remasterisée sortie le 12 mai 2007 : l'épisode connut de nombreux nouveaux effets spéciaux, notamment les plans d'Organia vue de l'espace, les plans de l'Enterprise et la bataille contre le premier vaisseau klingon qui ont été refaits à partir d'images de synthèse. Cette version est comprise dans l'édition Blu-ray, diffusée en avril 2009.
En France, l'épisode fut disponible avec l'édition VHS de l'intégrale de la saison 1, sortie le 13 janvier 2000. L'édition DVD est sortie le 30 août 2004 et l'édition Blu-ray le 29 avril 2009.